# The Chronicles of Riddick: Escape from Butcher Bay
A The Chronicles of Riddick: Escape from Butcher Bay egy PC-re és Xbox-ra kiadott videójáték, amely a Riddick univerzumban játszódik. Főszereplője Richard B. Riddick

## Történet
A játék egy szökésnek a története, amely egy visszaemlékezésként jelenik meg. Riddick éppen Johns foglya, aki Butcher Baybe szállítja. Johns eladja őt, a börtön vezetőjének Hoxie-nak.
Riddick rögtön találkozik Abbottal, egy magas rangú tiszttel. Ő Ruston keresztül irányítja, és félemlíti meg a fegyenceket. Riddick hamar elintézi Rustot, majd visszautasítja Abbottot, aki a Rust helyére akarja tenni. Lázadás tör ki, Riddick pedig a gyengélkedőn keresztül megszökik, eljut a vezérlőterembe, ahol betáplálja a DNS-ét a rendszerbe. Ennek köszönhetően, képes fegyvereket felvenni. Visszatér a börtön területére, és egy jókora nyíláson lezuhan. Furcsa helyen találja magát, tele fura degenerálódott alakokkal. Itt lent találkozik Pope Joe-val. Megkéri, hogy szerezze vissza az "áldott hangdobozát". Riddick megteszi, cserébe Pope Joe ellátja sérült karját. Megmutatja a tovább vezető utat is, és figyelmezteti, hogy ne bízzon a szemeiben. Riddick szeme ekkor hirtelen érzékennyé válik, a gyertyák fénye is vakítja. Narrátorként Shirah beszél, nem tudni, hogy ő, vagy Joe adja Riddicknek az új képességet, de innentől kezdve Riddick lát a sötétben. Riddick átküzdi magát az őrök szállásán, egészen az űrhajókikötőig. Itt csak egy magas rangú személy léphet be, ezért a Abbottot keresi fel. A küzdelemben Abbott súlyosan megsérül, amikor az addig passzív Johns lefegyverzi Riddicket, és közli vele, hogy egy másik börtön után néznek, mivel nem megfelelő a pénz. Csakhogy Johnst is lefegyverzi Hoxie, és az őrök.
A következő börtönszekció, ahová kerül, mélyen a föld alatt van. Odalent lakóboxokban tartják az elítélteket, és csak egy közös udvarra mehetnek. Riddick, hamar rátalál a továbbvezető útra, ám szüksége van egy kódkártyára. Pár bokszmeccs megvívása után ismét Abbott elé kerül, akit ez alkalommal meg is öl. Elveszi tőle a kártyát, így elindul a bánya mélyére. Itt találkozik Jagger Vallance-szal, aki szintén szökni akar. Riddick elhelyez egy bombát, ennek eredményeként idegen lények (xeno) özönlik el a börtönt, kiirtva az őröket. Riddick könnyűszerrel eléri az utolsó űrhajót, ám Johns rájuk támad. Riddick megsebzi Johnst, ám Vallance véletlenül őt lövi le. Mindketten a padlóra kerülnek, amikor az őrök lelövik JV-t.
Riddick egy harmadik börtönbe kerül. Ez az eddigi legkeményebb börtön, a fegyencek hibernálva vannak, csupán napi két perc mozgás engedélyezett. Riddick egy másik ember kapszuláját használva kijut a tároló terembe, innen egy harci robotot használva eljut az űrhajókig. Kiszáll a gépből, amikor rátámad egy csapat katona. Riddick leugrik a platformról, egyenesen Johns űrhajórára. Bemászik, és leüti. A hajót eltalálja egy rakéta, ezért az égő hajóval berepül Hoxie-hoz. Először eladná Johnst, a szabadságáért cserébe, de Hoxie testőrrobotokat küld rá. Riddick legyőzi őket, majd Hoxie-t egy székhez kötözi, a fejére pedig a saját szemüvegét teszi. Hoxie-t a saját katonái lövik szitává. Riddick Johnst a saját foglyaként vezetve eljut egy másik űrhajóhoz, és mindketten lelépnek.